# Biokapacitet
Biokapacitet eller biologisk kapacitet måler jordklodens evne til at skabe biologiske resurser (biomasse) og absorbere CO2 fra atmosfæren. Biokapaciteten vokser over tid som følge af mere intensiv landbrugsproduktion og dermed højere produktivitet.
Biokapacitet er én af mange indikatorer, som anvendes i beregninger af menneskets påvirkning af miljøet. I 2023 var den globale biokapacitet ca. 12,2 milliarder hektar. Da der levede ca. 8,1 milliarder mennesker på kloden i 2023, svarede det omtrent til 1½ hektar pr. person.

## Beregning
Beregningen foretages af organisationen Global Footprint Network. For at gøre beregningen af biokapacitet letforståelig, opgøres kapaciteten som et areal. Mere specifikt måles den i "globale hektar", dvs. en biologisk produktiv hektar med en produktivitet, der svarer til et globalt gennemsnit. Forskellige arealtyper som skovbrug og enge omregnes til et gennemsnitligt standard-areal til brug for den samlede beregning af den globale biokapacitet.

## Anvendelse
Biokapaciteten anvendes i beregningen af den årlige Earth Overshoot Day eller "Jordens Overforbrugsdag", som er den dato i løbet af et kalenderår, hvor Jordens befolkning har forbrugt den mængde resurser, som planeten kan gendanne på et år. Der beregnes tilsvarende overforbrugsdage for Danmark og andre individuelle lande. Indtil 1970 var der balance i det globale biokapacitetsregnskab, sådan at forbruget af biologiske resurser i løbet af året ikke oversteg klodens biokapacitet, men siden 1970 er den globale overforbrugsdag indtruffet tidligere og tidligere på året ifølge organisationen Global Footprint Network.